# Științe cognitive

Disciplinele pe care se sprijină științele cognitive și conexiunile lor interdisciplinare

Științele cognitive reprezintă studiul științific cu caracter interdisciplinar al proceselor mentale umane sau animale. Aceste procese includ percepția, atenția, memoria, limbajul, raționamentul și emoțiile. Pentru descrierea, explicarea și simularea acestor mecanisme științele cognitive apelează la domenii ca neuroștiințele, psihologia, lingvistica, antropologia, filosofia și inteligența artificială.